# Эльмирзаев, Сайд-Эмин Юнусович
Сайд-Эмин Юнусович Эльмирзаев (24 ноября 1943 года, Шали, Чечено-Ингушская АССР, РСФСР, СССР) — советский и российский художник, Народный художник Чеченской Республики (2012), член Союза художников СССР (1980).

## Биография
Детство и юность Эльмирзаева прошли в депортации. В 1957 году поступил в Краснодарское художественное училище. В 1960—1963 годах служил на флоте. После окончания службы был вольнослушателем института имени Репина. В 1966 году окончил среднюю школу рабочей молодёжи в Кронштадте. В 1968 году окончил Краснодарское художественное училище. Работает в жанре монументальной живописи и мозаичных панно.

## Награды и звания
- Лауреат премии ООН «Россия глазами её художников» (2000);
- Заслуженный художник Чеченской Республики (2002)[1];
- Народный художник Чеченской Республики (2012).